# Montgaillard (Landas)
 Montgaillard  (en occitano Montgalhard) es una población y comuna francesa, situada en la región de Aquitania, departamento de Landas, en el distrito de Mont-de-Marsan y cantón de Saint-Sever.

## Demografía
| 498 | 508 | 443 | 462 | 464 | 484 |
| Para los censos de 1962 a 1999 la población legal corresponde a la población sin duplicidades (Fuente: INSEE [Consultar]) |     |     |     |     |     |